# 渡辺由恵
渡辺 由恵（わたなべ よしえ、1967年12月25日 - ）は、広島テレビ (HTV) 社員。元報道記者、テレビディレクター、元アナウンサー。旧姓：中島。

## 来歴
広島県広島市出身。広島修道大学人文学部人間関係学科心理学専攻卒業。
大学を卒業後、1990年に広島テレビに入社し、2005年までアナウンス部に在籍した。渡辺は入社後に2度出産を経験しているが、産休・育休後初の出演番組は共に『柏村武昭のテレビ宣言』の記念番組であったというエピソードがある。
アナウンス部を離れた後は、同局の記者及びディレクターとして活動し、現在は編成局広報宣伝部部長を務める。

## 過去の担当番組
- NNNニュースプラス1ひろしま
- 柏村武昭のテレビ宣言 → テレビ宣言にゅ〜 - ニュースキャスター[1]（2004年3月以前）、メインキャスター（2004年4月 - 2005年3月）
- あなたと広テレ - 人事異動後にも引き続き出演。
- テレビ派 - 報告担当[2][6]
- WATCH〜真相に迫る〜 - 報告担当、ディレクター[3]